# Eva Dahlin
Eva Gunilla Dahlin, född 26 mars 1949 i Gamlestads församling, Göteborgs och Bohus län, är en svensk konstnär verksam i Göteborg. 
Dahlin gick på Konsthögskolan Valand under åren 1972 till 1977. Året därpå deltog hon i samlingsutställningen Rädda Varven på Göteborgs Konsthall. Hon har vidare ställt ut på Göteborgs Konsthall 1989 i utställningen Fem Göteborgare och 2013 i samlingsutställningen Love Explosion. Hon har haft ett flertal separatutställningar på Galleri Oijens, på Vänersborgs konsthall och Katrineholms konsthall. Dahlin arbetar med teckning, måleri och objekt, ofta utifrån teman kring biologi och ekologi, och återkommande är motiv av djur. 
Dahlin finns representerad på Göteborgs konstmuseum och Borås konstmuseum och har gjort en rad offentliga utsmyckningar, bland annat för Spårvagnshallarna i Göteborg, på Mölndals polishus och Angereds brandstation. Dahlin har även varit verksam som konstlärare, främst i teckning, på bland annat HDK, Göteborgs konstskola och KV konstskola. Hon är också universitetsadjunkt i design vid Göteborgs universitet.